# Sport im Bild

Titelblatt von Sport im Bild

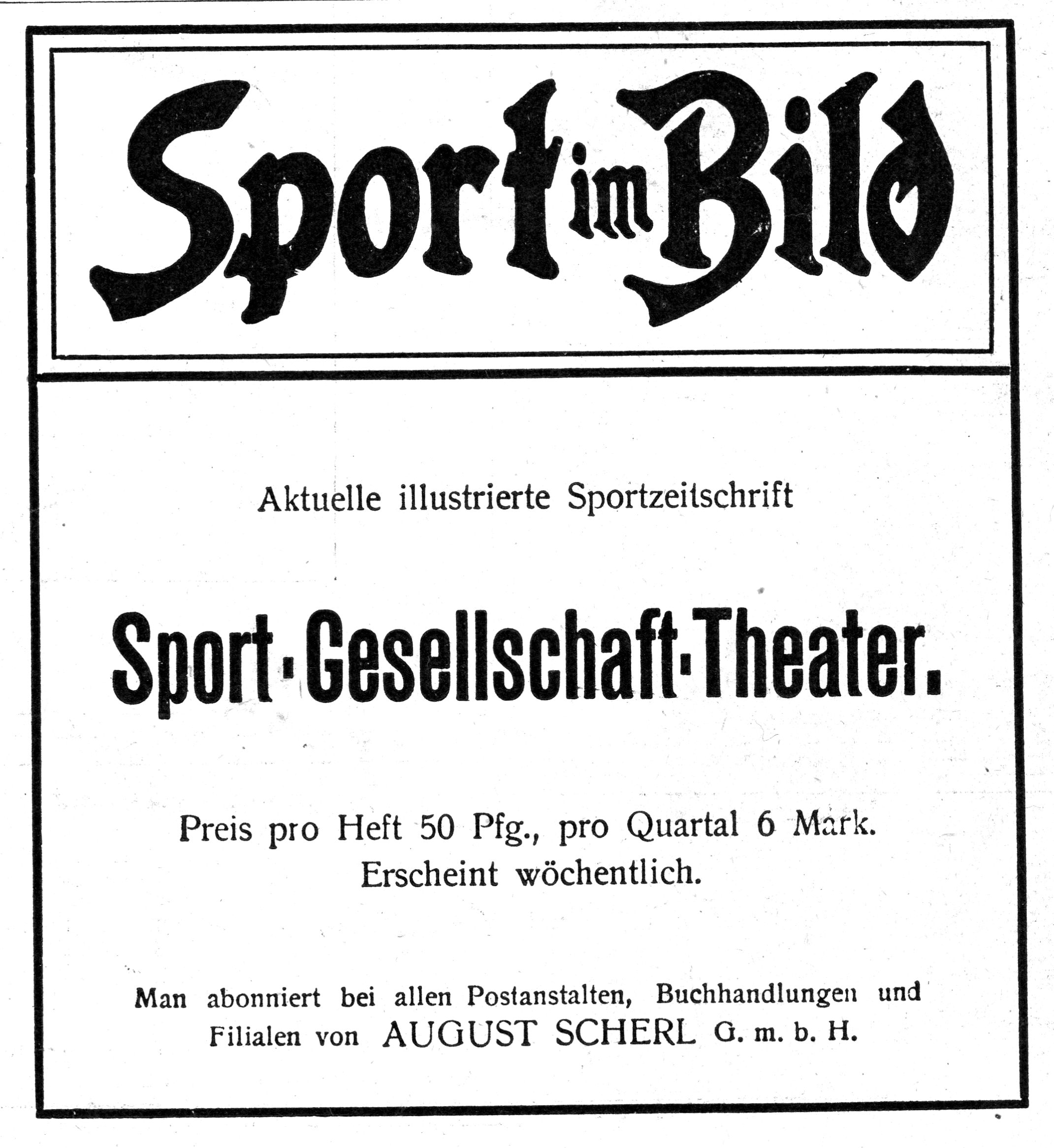
Inserat in der Zeitschrift Die Woche

Sport im Bild war die erste deutsche Sportillustrierte, eine „illustrierte Wochenschrift für Sport, Gesellschaft und Theater“ wie es anfangs im Titelzusatz hieß. Später wurde dieser geändert auf „Das Blatt der guten Gesellschaft“. Die Zeitschrift erschien wöchentlich von 1895 bis 1934 und wurde unter dem Titel „Der Silberspiegel. Die schöne Zeitschrift für Mode und die schönen Dinge des Lebens“ fortgesetzt, die von 1934 bis 1943 herausgegeben wurde (halbmonatlich). Erschienen sind beide Zeitschriften in Wien und Berlin.
Gegründet wurde die Zeitschrift von den beiden Briten Andrew Pitcairn-Knowles und Horace F. Simon in Berlin und wandte sich an eine deutschsprachige Leserschaft. Im Vorwort zur ersten Auflage schrieben die beiden Herausgeber, sie wollten mit dieser Zeitschriften zeigen, dass Deutschland „in Bezug auf die Ausführung aller Sports unseren Vorbildern – England und Amerika – ebenbürtig zur Seite“ stehe. Nach einer Testphase von drei Monaten, in der die Zeitschrift monatlich erschien, war die Resonanz so groß, dass sie fortan wöchentlich zum Preis von 50 Pfennig herausgegeben wurde. Nach einem halben Jahr hatte sich die Auflage verdoppelt, und der Preis wurde auf 35 Pfennig reduziert. Ab 1899 wurde eine zweite Auflage auf dünnerem Papier gedruckt, die speziell für Vereine gedacht war und 20 Pfennig kostete.
1904 verkauften Pitcairn-Knowles und Simon die Zeitschrift an den Verleger August Scherl, der zuvor schon die Beilage Sport im Wort beigesteuert hatte; Chefredakteur wurde Kurt Doerry. Im Jahre 1912 hatte die Zeitschrift eine Auflage von 125.000 Stück. Im Laufe der Jahre wurde die Zeitschrift – mit dem Untertitel „Sport, Gesellschaft, Theater“ – zunehmend elitärer, setzte auf feuilletonische Themen, Mode, Themen der Gesellschaft und „vornehme“ Sportarten wie Pferderennen, Golf, Tennis, Polo und die Jagd, zudem gab es eine Beilage Illustrierte Grundstücksanzeigen. 1913 kam noch der Untertitel „Ross und Reiter“ hinzu.
Sport im Wort war zunächst als Beiblatt der Zeitschrift im selben Verlag erschienen. Am Ende des 1. Quartals 1900 gab der Verlag die Trennung beider Blätter bekannt, um „den Rasenspielen von nun an in ´Sport im Wort´ ein erhöhtes Interesse zu widmen“. Die Einzelausgabe sollte 10 Pfennige, das Abo im Quartal 1 Mark 50 kosten. Gleichzeitig gingen die Deutschen Sport-Nachrichten in Sport im Wort auf.